# Libre economía
La libre economía (en alemán freiwirtschaft) es una idea económica desarrollada por Silvio Gesell en 1916, cuyo objetivo es armonizar la iniciativa privada con características que aseguren el acceso libre y popular a recursos. Gesell la llamó Natürliche Wirtschaftsordnung (orden económico natural). Es una economía que a diferencia de otras corrientes anticapitalistas no atribuye las desigualdades y crisis del capitalismo a la economía de mercado, la propiedad privada o el lucro sino al control gubernamental y la naturaleza inflacionaria del dinero convencional.

## Propuestas

### Libre moneda
Se trata de un sistema de divisas con interés negativo. Y además de adhesión voluntaria. Partiendo del concepto que el problema de la acaparación monopólica de propiedad no es en sí misma la propiedad privada sino el monopolio legal del dinero, sostiene que para emitir moneda voluntaria (y local) que desarrolle trabajos pagados.
- Todo el dinero se expide por un período limitado de valor constante (ni inflación ni deflación), luego expira.
- El ahorro a largo plazo exige inversiones en bonos o acciones.

Este sistema entre otros propósitos busca estimular la inversión y el crédito productivo. No busca la eliminación de los intereses pues los considera un incentivo, sino la oxidación del valor de la moneda para que el interés no provenga de la acumulación inactiva sino de la devolución de dineros invertidos en la generación real de riqueza. Impulsando así una popularización espontánea y natural de la propiedad privada.

Con el propósito de estimular la circulación natural de la riqueza en vez del atesoramiento especulativo, Gesell propuso los "billetes oxidables" (una metáfora para el dinero con interés negativo), para traer una "reforma orgánica" del sistema monetario. Con el dinero comportándose como la riqueza material "real", las distorsiones en el sistema causadas por el atesoramiento y otras formas de usura serían suprimidas. Esto, argumentaba, resultaría en gente recibiendo las ganancias completas de su propio trabajo, y permitiría a grandes sectores de la población a librarse de la esclavitud del salario y trabajar de una forma autónoma en negocios privados y cooperativos.
Brian Dean, Guía para el economista inconformista

### Libre tierra
Oposición a los derechos de propiedad lockeanos sobre la tierra por otros basados en el usufructo.
- Todas las tierras son de propiedad de instituciones públicas, que pueden ser comunitarias o municipales, y solo pueden ser alquiladas, no adquiridas (véase también georgismo).

Los resultados esperados serían:
- Más gasto privado para el consumo y la inversión.
- Los consumidores invierten los excedentes de dinero en la expansión de las empresas privadas.
- Pleno empleo: el trabajo para todo el mundo que pueden trabajar.
- La tasa de crecimiento económico pueden ser establecida por la sociedad.
- Las tasas de interés bajan a casi cero por ciento en el largo plazo.
- La libre tierra impide los altos precios inmobiliarios.
- Las enormes disparidades sociales se reducirán.
- Menos horas de trabajo por semana para todos a largo plazo

## Análisis del sistema monetario
La libre economía sostiene que los actuales sistemas monetarios están viciados. De acuerdo con Adam Smith[cita requerida], los precios transmiten información. Por ejemplo, la baja de los precios significa que hay menos demanda o más oferta. Esto conduce a un comprador a comprar más, o un vendedor a comenzar a producir otra cosa. Como reacción, el precio sube de nuevo. Por lo tanto, el precio, junto con los participantes en el mercado, acumulan un circuito de retroalimentación en torno a una situación estable, "ideal" de precios. En este precio estable, el mercado es ideal, nadie paga demasiado ni gana demasiado poco, y no hay tendencias de cualquiera de las partes para cambiar ese precio. El "wobbling" en torno a ese precio ideal se llama autoestabilización. 
Este no es el caso en el mercado financiero. Sin el continuo aumento de la cantidad de dinero en circulación por el Banco Central, la demanda sufre una continua disminución, ya que la velocidad de circulación disminuye. La caída de la demanda obliga a las empresas a bajar sus precios para hacer dinero en absoluto. Cuando los precios comienzan a caer, los clientes potenciales ponen fuera de su compra tanto tiempo como sea posible para obtener el precio más bajo, lo que resulta en la disminución de la demanda aún más. El bucle de espirales a un punto en el que la empresa no tiene ningún dinero en absoluto. Que, finalmente, se traduce en despidos e incluso la quiebra de la empresa. Los trabajadores de otras empresas tienden a ser aún más prudente en el gasto de dinero, en última instancia resulta en el colapso de la economía. 
El error fundamental del sistema es la mala información transportada en el precio. El dinero no es nada más que para reclamar los bienes y servicios de la economía que acepte el dinero. En una economía débil, el dinero vale menos mercancías. Pero en lugar de una inflación, el resultado es una deflación, tal como se describe más arriba, y menos dinero ahora pueden comprar los mismos bienes. Los agentes del mercado no se dan cuenta de que están destruyendo la propia economía que debe garantizar el valor del dinero. Esta retroalimentación es libre de desestabilización. De acuerdo con la teoría de libre economía, esta es la razón para el ciclo de crisis en la economía mundial.

## Antecedentes
La libre economía sigue la estela de las ideas del mutualismo del anarquista francés Pierre-Joseph Proudhon:

Por sí mismo desarrolló Gesell el pensamiento del reformador social francés Pierre-Joseph Proudhon (1809-1865), quien ya a mediados del siglo diecinueve había culpado a la apropiación privada del suelo y al poder que el dinero extrae del interés, de que tras el fin del feudalismo no hubiese surgido una sociedad libre de dominaciones. Proudhon juzgó robo la renta de la tierra y cáncer (por su maligno crecimiento desenfrenado) los intereses del dinero. Estos explotadores medios de ingresos dieron lugar al surgimiento de la gran burguesía como nueva clase dominante que convirtió tanto al Estado como a la Iglesia en instrumentos de dominación sobre la pequeña burguesía y sobre la clase trabajadora. Las ideas de Gesell están asociadas con el igualmente inspirado en el socialismo libertario de Proudhon, el filósofo de la cultura Gustav Landauer (1870-1919), que a su vez influyó fuertemente sobre Martin Buber (1878-1965). Paralelos de ideas pueden reconocerse también con el liberalismo social del médico y sociólogo Franz Oppenheimer (1861-1943) y con la terna social del fundador de la antroposofía, Rudolf Steiner (1861-1925).
Werner Onken, Economía de mercado sin capitalismo